# والتر آرنوت
والتر آرنوت (بالإنجليزية: Walter Arnott)‏ (12 مايو 1861 بغلاسكو في المملكة المتحدة - 18 مايو 1931) هو لاعب كرة قدم بريطاني (وحمل سابقاً جنسية المملكة المتحدة لبريطانيا العظمى وأيرلندا) في مركز الظهير. شارك مع منتخب اسكتلندا لكرة القدم. أما مع النوادي، فقد لعب مع نادي سلتيك ونادي كوينز بارك.

## وصلات خارجية
- والتر آرنوت على موقع الاتحاد الإسكتلندي (الإنجليزية)
- والتر آرنوت على موقع قاعدة بيانات كرة القدم.إي يو (الإنجليزية)
- والتر آرنوت على موقع ناشيونال فوتبول تيمز (الإنجليزية)